# Surfaces
Surfaces és un grup de música indie/ pop/ soul, de Texas format per dos cantants Forrest Frank i Colin Padalecki, amb Frank com a veu i producció i Padalecki treballant en escriptura i arranjaments. El grup es va acabar de formar l'any 2017 i el mateix any van treure el seu primer àlbum "Surf", i al 2019 han tret el seu segon àlbum "Were the light is".

## Creació
El Colin anava a l'escola i el Forres treballava a Seattle, en Forrest va sentir cantar a en Colin i va voler col·laborar amb ell. Van començar a cantar cançons junts, però mai havien gravat junts, així que Forrest un dia va trucar a Colin i li va preguntar: "Has estat mai a Seattle?"
Colin i Alexa la seva germana van reservar un vol per anar a gravar un cap de setmana. La primera cançó titulada com a "Be Alright" es va enregistrar a casa de Forrest Frank mentre estaven a Seattle. Com van tenir molt "feeling" entre ells, van decidir seguir en contacte per a col·laborar junts més sovint.
Després de l'estada a Seattle van seguir component i cantant junts, i l'any 2017 el grup es va acabar de formar oficial-ment. Van treure el seu primer disc el mateix any.

## Perquè es diuen Surfaces
La traducció literal de "Surfaces" es superficie. Però per al grup, té un altre significat.
Per a ells Surfaces, significa anar més enllà de la superfície, buscar en el teu interior i en el del demés per aconseguir la verdadera personalitat, el "jo més interior". Per a ells és molt important buscar més enllà de les primeres aparences, físiques, socials...
El que volen és expressar que totes les persones tenim una personalitat única i original, que és preciosa de totes maneres i que tothom l'ha d'acceptar sigui com sigui.

## Tipus de música
Les composicions del grup són una barreja entre indie, pop i soul. Segons ells, han creat un nou estil de música, que l'han anomenat "feeling god".
En ella engloben els tres estils de música que s'ha citat anteriorment.
Amb el Soul el que volen expressar és el sentiment de solidaritat i orgull per a trencar amb alguna cosa que feies des de fa temps. En aquestes composicions reclamaven la seva identitat i espiritualitat. Un missatge que està molt present en les cançons d'aquest grup, segons el criteri del grup.
Amb Indie el que volen transmetre és la independència de les seves cançons, la seva música única. Surfaces vol crear un estil únic.
I per acabar, segons els membres del grup, el Pop els representa, ja que per molt que la música sigui única, segueix sent molt comercial i la pot escoltar un ampli grup de persones, amb gustos molt diferents.

## Que volen transmetre amb la seva música
El grup ha estat lloat per la seva música de flexió de gènere i de bona sensació que s'ha comparat amb els gustos del sugar ray i el rex orange country.
El grup descriu a la seva música com una música que existeix per a difondre l'amor i la positivitat a tot el món. Volen que cada cançó sigui un camí que pugui conduir qualsevol persona a dies més brillants. Diuen que sovint escriuen les seves cançons de manera de relacionar-se millor amb l'oient, de manera que puguin ser ateses per les històries i emoció que esperen plasmar en les seves paraules.
Segons la seva opinió la música és una de les plataformes més potents del món perquè la gent es pugui relacionar entre ells, així que esperen crear música amb la qual la gent es pugui alegrar junts, independentment de qui siguin o d'on vinguin. Avui dia és més fàcil jutjar-ho tot per la seva aparença per comoditat.
Ells volen reforçar la idea que, donar objectiu a alguna cosa és entendre les capes més enllà d'aquesta superfície exterior. Que qualsevol cançó pot convertir-se en un moment, qualsevol moment pot convertir-se en un llenç i qualsevol tela pot convertir-se en una escapada. En un món ple de superfícies, ens correspon interpretar el significat que hi ha més enllà, en qualsevol faceta que es tracti.

## Discografia
| Títol              | Detalls dels discos                                                                                              | Pais |
| ------------------ | --- | ---- |
| Surf               | - Publicat: 03 de desmembre 2017 - Discogràfiques: Not On Label (Surfaces Self-released) - Formats: CD, Album    | US   |
| Where the light is | - Publicat: 06 de gener de 2019 - Discogràfiques: Surfaces, LLC / TenThousand Projects, LLC - Formats: CD, Album | US   |
| Horizons           | - 2020 |      |

| Àlbum              | Cançons     | Cançons      | Cançons      | Cançons                 | Cançons    | Cançons | Cançons        | Cançons           | Cançons | Cançons       | Cançons           | Cançons      | Cançons            |
| ------------------ | ----------- | ------------ | ------------ | ----------------------- | ---------- | ------- | -------------- | ----------------- | ------- | ------------- | ----------------- | ------------ | ------------------ |
| Surf               | Islands     | Good day     | Alone        | The way                 | Be alright | Falling | stay           | Seattle Interlude | Loving  | Kod kingdoms  | Ocean Breeze      | 24 / 7 / 365 |                    |
| Where the light is | Sunday Best | Keep it gold | Shine on top | Haven falls/ Fall on me | This View  | Grace   | Take some time | Palm trees        | Someday | Beautiful day | Outside interlude | Home         | Where the light is |

## Evolució
Fins ara, Colin i Forrest han aconseguit mantenir un control creatiu complet sobre Surfaces, i Padalecki segueix dissenyant les distintives portades àlbums i singles, amb formes geomètriques i pintades de pastels, producte de l'enginy, normalment utilitza el programa Keynote (una versió gratüita del Powerpoint, però d'Apple).
Després de dos àlbums autoproduïts, l'any 2019 el duet a completat les seves primeres dates, per al club nacional, una gira en què les entrades es van esgotar ràpidament "Endless Summer". En la gira inclouen espectacles a Nova York i Los Angeles a la mundialment coneguda Roxy.
Segons Spotify músic, Surfaces compta amb 590,000 oients mensuals i més de 20 milions de seguidors. La banda ha rebut trucades de discogràfiques importants, entre ells Atlantic, Columbia i Warner Brothers.